# Jan Bořil
Jan Bořil (Nymburk, 11 de enero de 1991) es un futbolista checo que juega en la demarcación de centrocampista para el Slavia de Praga de la Liga de Fútbol de la República Checa.

## Selección nacional
Tras jugar con la selección de fútbol sub-16 de República Checa, la sub-17 y con la sub-18, finalmente hizo su debut con la selección absoluta el 1 de septiembre de 2017 en un encuentro de clasificación para la Copa Mundial de Fútbol de 2018 contra Alemania que finalizó con un resultado de 1-2 a favor del combinado alemán tras el gol de Vladimír Darida para el combinado checo, y de Timo Werner y Mats Hummels para Alemania.

## Clubes
| Club                        | País            | Año       | Partidos | Goles |
| --------------------------- | --------------- | --------- | -------- | ----- |
| FK Mladá Boleslav           | República Checa | 2009-2010 | 11       | 0     |
| FK Viktoria Žižkov (cedido) | República Checa | 2010-2011 | 46       | 4     |
| FK Mladá Boleslav           | República Checa | 2012-2016 | 129      | 2     |
| Slavia de Praga             | República Checa | 2016-     | 263      | 13    |
| Slavia de Praga "B"         | República Checa | 2023      | 12       | 1     |

## Palmarés

### Títulos nacionales
| Título                               | Club            | País            | Año  |
| ------------------------------------ | --------------- | --------------- | ---- |
| Liga de Fútbol de la República Checa | Slavia de Praga | República Checa | 2017 |
| Copa de la República Checa           | Slavia de Praga | República Checa | 2018 |
| Liga de Fútbol de la República Checa | Slavia de Praga | República Checa | 2019 |
| Copa de la República Checa           | Slavia de Praga | República Checa | 2019 |
| Liga de Fútbol de la República Checa | Slavia de Praga | República Checa | 2020 |
| Liga de Fútbol de la República Checa | Slavia de Praga | República Checa | 2021 |
| Copa de la República Checa           | Slavia de Praga | República Checa | 2021 |
| Copa de la República Checa           | Slavia de Praga | República Checa | 2023 |
| Liga de Fútbol de la República Checa | Slavia de Praga | República Checa | 2025 |